# Пригоди коваля Вакули
«Пригоди коваля Вакули» — анімаційний фільм 1977 року Творчого об'єднання художньої мультиплікації студії «Київнаукфільм», режисер — Євген Сивокінь. 

## Сюжет
За мотивами повісті М.В. Гоголя «Ніч перед Різдвом».

## Над мультфільмом працювали
- Автор сценарію: Н. Лень
- Режисер: Євген Сивокінь
- Художник-постановник: Генріх Уманський
- Композитор: Яків Лапинський
- Оператори: Анатолій Гаврилов, Олександр Мухін
- Звукооператор: Ігор Погон
- Художники-мультиплікатори: Олександр Вікен, Ніна Чурилова, І. Бородавко, В. Врублевський, Костянтин Чикін, Михайло Титов, Олександр Татарський
- Асистенти: В. Рябкіна, А. Савчук, О. Деряжна, С. Муратова, Ірина Сергєєва
- Текст читає: Аркадій Гашинський
- Редактор: Володимир Гайдай
- Директор картини: Іван Мазепа